# ممنوع‌الورود شدن دانشجویان در جنبش دانشجویی ۱۴۰۱ ایران
ممنوع‌الورودی دانشجویان ایران یکی از روش‌های سرکوب اعتصاب و اعتراض دانشجویان در بحبوحه خیزش ۱۴۰۱ ایران است که به‌صورت گسترده از ورود تعدادی از دانشجویان معترض به داخل فضای آموزشی و رفاهی دانشگاه‌ها ممانعت شده و اصطلاحاً به آنان «ممنوع‌الورود» گفته می‌شود.
فاطمه مهاجرانی، سخنگوی دولت چهاردهم در ۳ مهر ۱۴۰۳ خبر از بازگشت دانشجویان محروم از تحصیل به دانشگاه‌ها و مختومه کردن پروندهٔ برخی محکومیت‌ها با پیگیری رئیس‌جمهور و همراهی دستگاه قضایی را داد.

## پیش‌زمینه
با افزایش اعتراضات دانشجویی، فشار نهادهای امنیتی بر دانشجویان از یک سو و فشارهای حراست و کمیته‌های انضباطی از سوی دیگر، از جمله تلاش‌های جمهوری اسلامی برای خاموش کردن آتش اعتراضات است. از جمله این فشارها بر دانشجویان صدور حکم ممنوع‌الورودی آن‌ها است؛ حکمی که بدون برگزاری کمیته انضباطی و بدون پیش‌زمینه قانونی صادر می‌شود و دانشجویان را از حضور در دانشگاه منع می‌کند.

## مبنای قانونی و حقوقی
معاون حقوقی وزارت علوم با بالا گرفتن انتقادها از احکام ممنوع‌الورود اعلام کرد «براساس تبصره ۲ ماده ۷ آئین‌نامه انضباطی دانشجویان شورای عالی انقلاب فرهنگی، رئیس دانشگاه مجاز است تا زمان رسیدگی به پرونده دانشجوی متخلف در کمیته انضباطی از ورود وی به دانشگاه جلوگیری کند»

### دستور شورای امنیت ملی
۲۱ آبان ۱۴۰۱ رئیس دانشگاه علامه طباطبایی تهران اعلام کرد «بر اساس دستور جدید شورای امنیت ملی، علاوه بر رئیس دانشگاه، کمیته انضباطی می‌تواند دربارهٔ ممنوع‌الورودی دانشجویان تصمیم بگیرد». گفتنی است شورای امنیت ملی زیر مجموعه شورای عالی امنیت ملی است و وظیفه تأمین امنیت داخلی را بر عهده دارد و ریاست آن با وزیر کشور است.

## آمار

### ۸ آبان
- دانشگاه تهران: رئیس دانشگاه تهران از ممنوع الورود شدن تعدادی از دانشجویان این دانشگاه که «مانع برگزاری کلاس‌ها» هستند، خبر داد.[۷]
- دانشگاه خواجه نصیر: دانشگاه خواجه نصیرالدین طوسی در اطلاعیه‌ای از ممنوع الورودی تعدادی از دانشجویان به دلیل تداوم اعتراضات خبر داد.[۸]

### ۱۸ آبان
- دانشگاه علامه: معاون دانشجویی دانشگاه علامه طباطبایی تهران از ممنوع‌الورود شدن ۱۳۰ دانشجو خبر داد. این احکام از طریق پیامک به آنان اطلاع داده شده است.[۹]

### ۲۹ آبان
- دانشگاه خواجه نصیر: دانشگاه صنعتی خواجه نصیرالدین طوسی در اطلاعیه‌ای از ممنوع‌الورود شدن ۱۵ دانشجو به مدت ۲ هفته خبر داد.[۱۰]

### ۲۷ دی
- شوراهای صنفی دانشجویان روز ۲۷ دی خبر داد که بیش از ۹۰ دانشجوی دانشگاه فردوسی مشهد با حکم کمیته انضباطی تعلیق شدند. همچنین شمار زیادی از دانشجویان نیز «برای مدتی» ممنوع‌الورود بودند.[۱۱]

### ۲۲ بهمن
- کمیته انضباطی دانشگاه علوم پزشکی بندرعباس، شماری از دانشجویان رشته‌های پزشکی، پرستاری، هوش‌بری، بهداشت و فوریت‌های پزشکی این دانشگاه را به انتقال اجباری به دانشگاه‌های دیگر، تعلیق اجرایی یا مشروط از تحصیل، و تبعید محکوم کرد.[۱۲] بنابر گزارش کانال شوراهای صنفی دانشجویان کشور، از دانشگاه زابل احکام اخراج مژده سعادتی دانشجوی رشته بازیگری، سارا جهان‌تیغ دانشجوی رشته فیزیک و شهاب کمالی دانشجوی مهندسی عمران، صادر و ابلاغ شده است.[۱۲] همچنین سیاوش فتاحی دانشجوی مهندسی کشاورزی به دو ترم محرومیت از تحصیل به همراه محرومیت از امکانات رفاهی محکوم شده است.[۱۳][۱۲] در این دانشگاه گفته می‌شود حکم نهایی اخراج برای دست کم ۱۶ دانشجوی این دانشگاه صادر شده است.[۱۲][۱۳]

### ۲۷ بهمن
- چند روز پیش شورای صنفی دانشجویان خبر داد که فاطمه محزون دانشجوی هوش‌بری دانشگاه علوم پزشکی بجنورد توسط وزارت بهداشت خبر داد و نوشت که به این دانشجو ۵ سال محرومیت از تحصیل در کلیهٔ دانشگاه‌های کشور داده شده است.[۱۴] همچنین در تهران، باران امیدیان دانشجوی کارشناسی ارشد عمران، هنگامی که برای انجام کارهای پایان‌نامه به سایت مربوطه مراجعه کرد متوجه شد که از دانشگاه اخراج شده است.[۱۴] این دانشجو پیش‌تر به دلیل دفاع از دانشجویان در مقابل «رفتار بد» نیروهای حراست، از وی تعهد کتبی گرفته بودند اما با این حال اخراج شده است.[۱۴] همچنین در دانشگاه علامه کماکان از ورود دانشجویان شرکت کننده در اعتراضات سراسری ممانعت بعمل می‌آید.[۱۴]

## واکنش‌ها
- روح‌الله متفکر آزاد رئیس فراکسیون دانشگاهیان مجلس وضعیت دانشجویان ممنوع‌الورود را «قابل بررسی» دانست و اعلام کرد «ما معتقدیم که وضعیت این دانشجویان می‌تواند در مراکز مربوط در داخل دانشگاه بررسی شود و اگر کسی کاری انجام داده که احیاناً مجازاتی دارد اعمال شود و در غیر این صورت نباید مشکلی برایشان ایجاد شود».[۱۵]